# Return to Oz
Return to Oz (of De Wonderlijke Wereld van Oz) is een Amerikaanse film uit 1985 geregisseerd door Walter Murch. De hoofdrollen worden vertolkt door Fairuza Balk en Nicol Williamson. De film is een vervolg op The Wizard of Oz uit 1939. Destijds werd de film op gemengde kritieken ontvangen, vooral omdat het de charme van het origineel miste. Vanwege de zeer angstaanjagende scènes werd "Return To Oz" zelfs ongeschikt geacht voor kinderen. Mede hierdoor heeft de film thans een cultstatus. 

## Verhaal
Na haar avontuur in Oz, keert Dorothy terug naar Kansas. Maar ze is er helemaal niet gelukkig en wordt opgesloten door tante Em. Zij brengt haar naar dokter Worley, die elektrotherapie gebruikt om zijn patiënten te genezen. Dorothy besluit te vluchten en samen met de kip Billina keren ze terug naar Oz. Maar ze is daar helemaal niet veilig want de boze heks Mombie wil haar hoofd hebben en bovendien zijn haar vrienden in Emerald City betoverd door de gemene Nome King.

## Rolverdeling
| Acteur           | Personage                 |
| ---------------- | ------------------------- |
| Fairuza Balk     | Dorothy                   |
| Nicol Williamson | Dokter Worley & Nome King |
| Jean Marsh       | Wilson & Mombi            |
| Emma Ridley      | Ozma                      |
| Piper Laurie     | Tante Em                  |
| Matt Clark       | Oom Henry                 |
| Michael Sundin   | Tik-Tok                   |
| Timothy M. Rose  | Tik-Tok (stem)            |
| Sean Barrett     | Tik-Tok (stem)            |
| Mak Wilson       | Billina                   |
| Denise Bryer     | Billina (stem)            |

## Prijzen en nominaties
- Oscar
  - Genomineerd: Beste visuele effecten
- Saturn Award
  - Genomineerd: Beste kostuums
  - Genomineerd: Beste fantasiefilm
  - Genomineerd: Beste jonge actrice - Fairuza Balk
- Young Artist Award
  - Genomineerd: Beste jonge actrice - Fairuza Balk
  - Genomineerd: Uitzonderlijke prestatie door een jonge actrice - Emma Ridley

## Trivia
- Fairuza Balk deed al haar stunts zelf.
- Return to Oz verscheen in het Guinness Book of Records omdat het de vervolgfilm was met de langste tussenperiode (46 jaar).